# شيريل بيكر
شيريل بيكر (بالإنجليزية: Sherill Baker)‏ مواليد 3 ديسمبر 1982، هي لاعبة كرة سلة أمريكية سابقة أصبحت مدربة مساعدة. تم اختيارها من قبل فريق نيويورك ليبرتي خلال الدرافت.

## المسيرة الاحترافية
لعبت مع نيويورك ليبرتي في موسم 2006–2007، ثم لعبت مع لوس أنجلوس سباركس في سنة 2007، ثم لعبت مع إنديانا فيفر في سنة 2008، ثم لعبت مع ديترويت شوك في سنة 2009.

## روابط خارجية
- شيريل بيكر على موقع الاتحاد الوطني لكرة السلة النسائية (الإنجليزية)
- شيريل بيكر على موقع كرة السلة الأوروبية.كوم (الإنجليزية)
- شيريل بيكر على موقع كلية كرة السلة في سبورتس رفرنس.كوم (الإنجليزية)
- شيريل بيكر على موقع بروبوليرز (الإنجليزية)
- شيريل بيكر على موقع سبورتس رفرنس (الإنجليزية)